# Rio Coşava Mare
O Rio Coşava Mare é um rio da Romênia, afluente do Coşava, localizado no distrito de Caraş-Severin.